# Kościół Świętych Apostołów Piotra i Pawła w Przybyszewie
Kościół Świętych Apostołów Piotra i Pawła – rzymskokatolicki kościół parafialny należący do dekanatu mogielnickiego archidiecezji warszawskiej.
Jest to murowana świątynia neogotycka wzniesiona w latach 1892-1898 według projektu architekta Konstantego Wojciechowskiego. Głównym wykonawcą prac budowlanych był Władysław Czosnowski – starszy warszawskiego cechu murarzy. Konsekrowana została w dniu 18 lipca 1901 roku przez arcybiskupa Wincentego Teofila Popiela. Budowla jest trzynawowa i została wzniesiona z czerwonej cegły. Kościół posiada dwie wieże i jest orientowany w kierunku wschód – zachód.

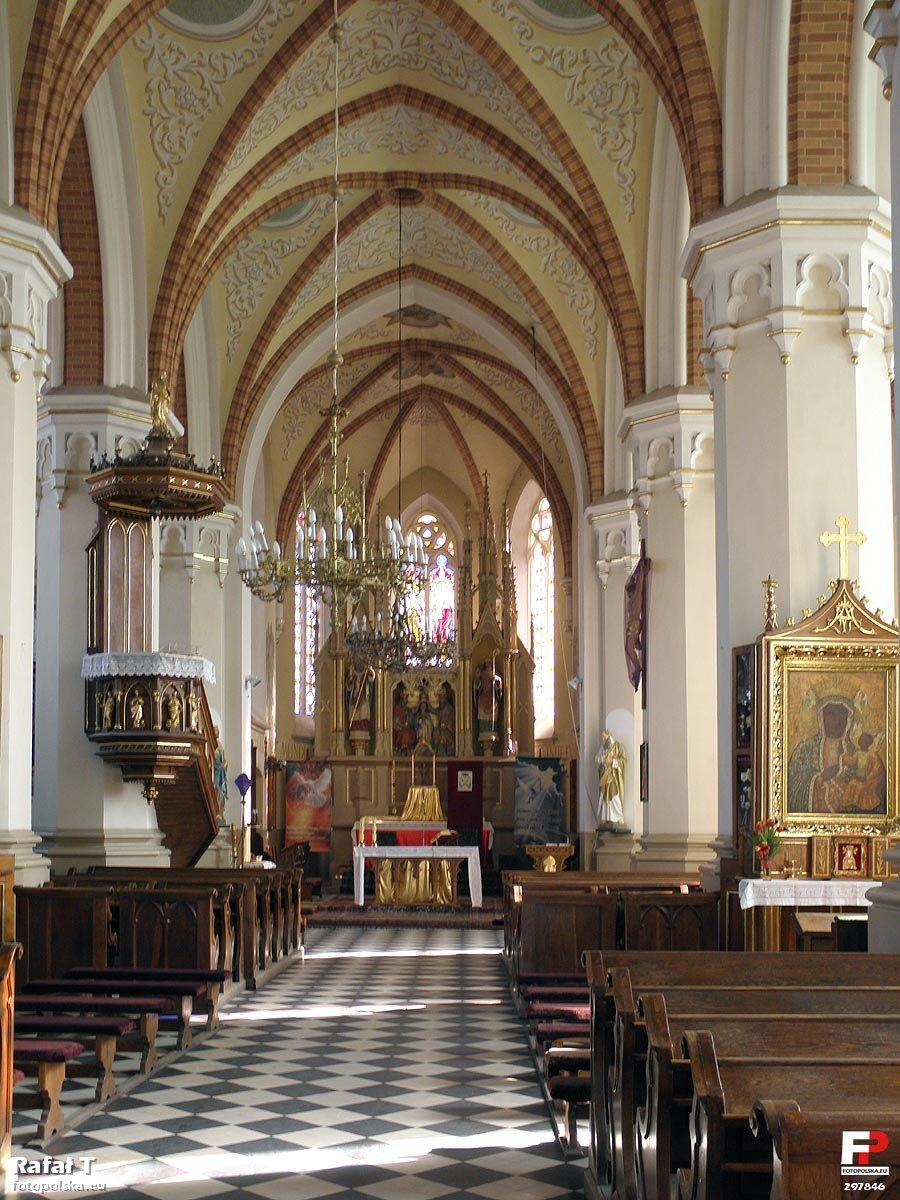
Wnętrze świątyni

Po konsekracji w dalszym ciągu trwały intensywne prace wykończeniowe wewnątrz świątyni i w jej otoczeniu. Dzięki staraniom następnego proboszcza, księdza Michała Stefańskiego, w 1902 roku został zbudowany główny ołtarz. Wybudowano go z kamienia pińczowskiego i szydłowieckiego. W jego centralnej części jest umieszczona grupa rzeźbiarska : Koronacja Najświętszej Maryi Panny, z lewej i prawej strony figury Św. Wojciecha i Św. Stanisława oraz apostołów Św. Piotra i Pawła. W zwieńczeniu ołtarza jest umieszczona gołębica Ducha Świętego. Ołtarz został konsekrowany w 1909 roku przez biskupa Kazimierza Ruszkiewicza – sufragana warszawskiego. Od czasu zbudowania świątyni, aż do dziś trwają w niej prace upiększające i konserwatorskie.